# Littérature albanaise

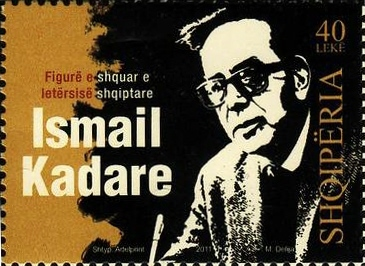
Timbre émis en 2011 en hommage à Ismail Kadare.

La littérature albanaise est la littérature écrite par des auteurs de langue albanaise (environ 6 millions d'albanophones), d'Albanie, du Kosovo voisin ou des diasporas.
Mais il convient d'intégrer ceux qui, en métropole ou dans les diasporas, s'expriment dans d'autres langues.

## Langues, dialectes, écritures
- Langues en Albanie, Langues d'Albanie

## Galerie d'éditions anciennes

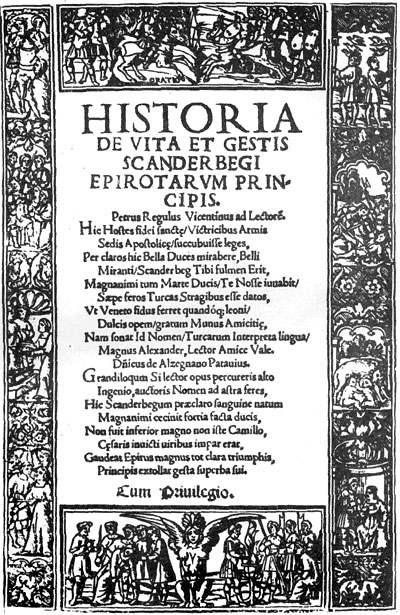
Frontispice de Historia de vita et gestis Scanderbegi, Epirotarum principis par Marin Barleti
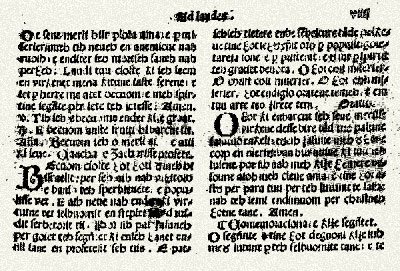
Missel de Gjon Buzuku, premier livre albanais publié, 1555
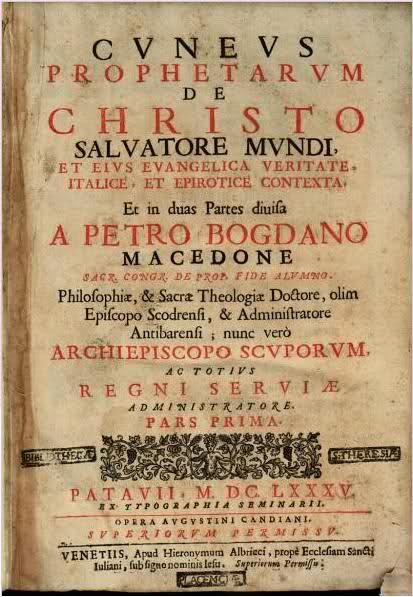
Cuneus prophetarum, 1685
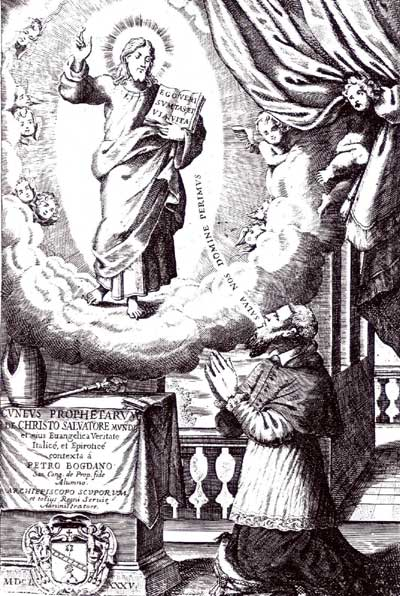
Cuneus prophetarum, 1685

## Chronologie des auteurs

### XVesiècle
- Lekë Dukagjini (1410-1481), compilateur du Kanun (Kanun de Lekë Dukagjini) de droit coutumier médiéval albanais)

### XVIesiècleetXVIIesiècle
Les auteurs sont principalement religieux catholiques, s'exprimant (en latin ou) en dialecte du nord (guègue), avec écrits en caractères latins.
- Marin Barleti (1450c-1513c), Le siège de Shkodra (en) (De obsidione Scodrensi, 1504-1505)
- Gjon Buzuku, ou Gjon Muzaka, Meshari (Missel, 1555)
- Luca Matranga (1567-1619), Lekë Matrënga, albano-sicilien, prêtre catholique, E mbsuame e chrestere (La doctrine chrétienne albanaise, 1592)
- Pjetër Budi (en) (1566-1622), évêque catholique, traducteur, Rituel romain, Manuel de confession
- Frang Bardhi (1606-1643, Franciscus Blancus), Dictionnarium latino-epiroticum (1635)
- Pjetër Bogdani (1630c-1689), Ceta e profetenve (1685, Cuneus Prophetarum (en)), en albanais et en latin

### XVIIIesiècle
Les Bejtexhinj sont des poètes, ottomans, d'expression albanaise, musulmans, à thèmes profanes, en dialecte tosque, et en caractères arabes (alphabet elifba).
- Nezim Frakulla (1680c-1760), Diwan
- Giulio Variboba (en) (1725-788), prêtre, arberèche (albanais d'Italie), en dialecte tosque-arberèche, Ghiella e Shën Mëriis Virghiër (Rome, 1762, Vie de la Vierge Marie)
- Hasan Zyko Kamberi  (1740c-1790c), poète, Paraja (Argent)
- Nicola Chetta (en) (1740-1803), poète, arberèche (albanais d'Italie)

### XIXesiècle
La Ligue de Prizren (1878-1881) bref mouvement albanais de revendication d'autonomie (politique, sociale, culturelle), résulte d'un vaste mouvement de renaissance des nationalités dans l'empire ottoman affaibli, Réveil national albanais (en) (Rilindja or Rilindja Kombëtare, 1831-1878), qui aboutit à l'indépendance de l'Albanie en 1912.
- Dalip Frashëri (en), cheikh, bektachi, poète, Kopshti i te mirevet (Jardin des martyrs, 56 000 vers, épopée)
- Shahin Frashëri (en), poète, Mukhtarnameh (Livre de Mukhtar, 1868, épopée de 12 000 vers)
- Muhamet Kyçyku (en) (1784-1844), poète, de la région de Chamerie, en dialecte cham, Erveheja (1820, publié en 1888), Yusuf et Zylihaja
- Girolamo de Rada (en) (1814-1903), poète, folkloriste, Këngët e Milosaos (Les chants de Milosao, 1836), Rapsodie d'un poema albanese (1866)
- Vaso Pacha (Pashko Vasa) (1825-1892), poète,O moj Shqypni (1878)
- Gabriele Dara (en) (1826-1885), poète, politique
- Giuseppe Serembe (en) (1844-1901), poète lyrique
- Naim Frashëri (1846-1900), écrivain, poète, Bagëti e bujqësia (Bergers et fermiers, 1886)
- Sami Frashëri (1850-1904), écrivain, philosophe, dramaturge
- Filip Shiroka (en) (1859-1935), poète

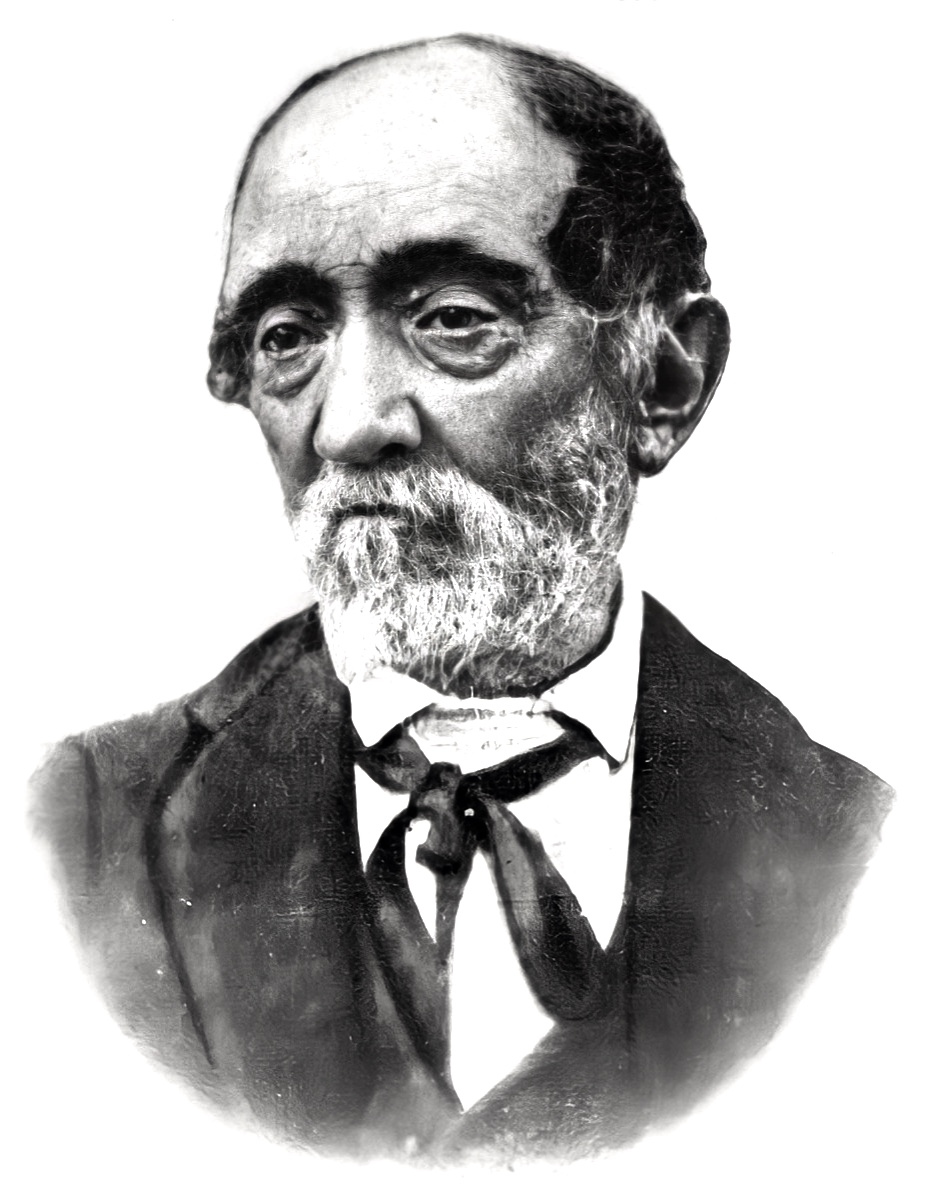
Jérôme de Rada
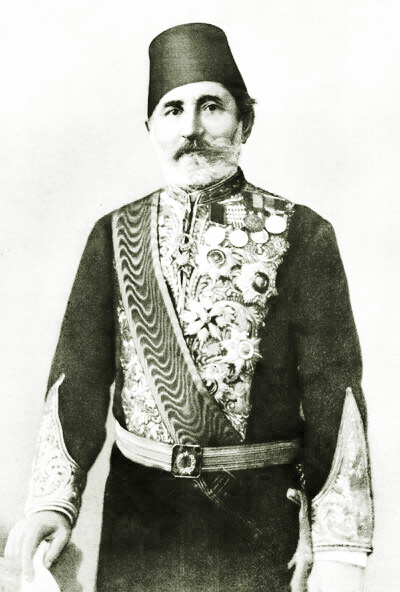
Vaso Pacha
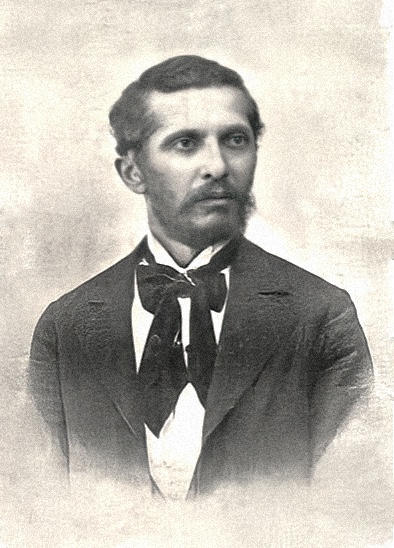
Naim Frashëri
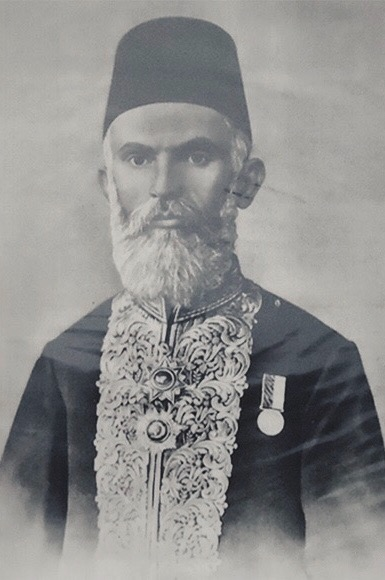
Sami Frashëri
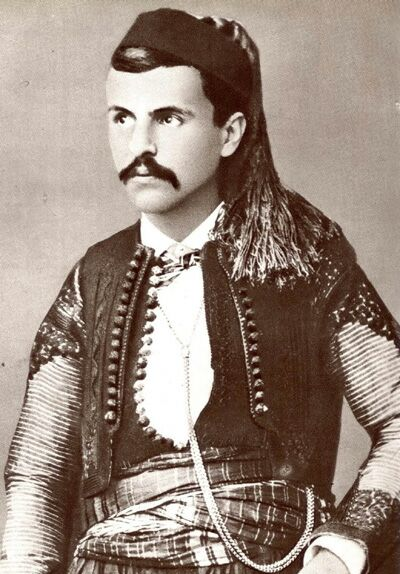
Filip Shiroka

### PremierXXesiècle
- Andon Zako Çajupi (en) (1866-1930), poète, Baba Tomorri (1902)
- Ndre Mjeda (1866-1937), jésuite, poète, traducteur, Juvenilia (1917), Vaji i Bylbylit (Lamentation du rossignol)
- Aleksander Stavre Drenova Asdreni (1872-1947), poète, Rreze drite (1902), Ëndhra dhe lote (1912), Psallmet e murgut (1930)
- Gjergj Fishta (1871-1940), franciscain, poète, traducteur, premier Albanais retenu pour le Prix Nobel de littérature, Lahuta e Malcís (La lyre de la montagne), revue Hylli i Dritës (en) (Étoile de Lumière)
- Shtjefën Gjeçovi (en) (1874-1929), prêtre, ethnologue, folkloriste, compilateur de Kângë Kreshnikësh (en), chants de poésie épique albanaise (en)
- Faik Konica (en) (1875-1942), revue Albania (revue) (en), son journal Rilindja (Renaissance), ami d'Apollinaire
- Luigj Gurakuqi (1879-1925), écrivain, diplomate
- Fan Noli (1882-1965), poète, évêque, orthodoxe, politique
- Urani Rumbo (1895-1936), dramaturge
- Haki Stërmilli (en) (1895-1953), poète, La ronde des étoiles (1933), L'étoile du cœur (1937)
- Lasgush Poradeci (1899-1987), philologue, poète, traducteur
- Sejfulla Malëshova (en) (1900-1971), traducteur, politique, écrivain
- Ernest Koliqi (en) (1903-1975), journaliste, prosateur, traducteur, politique, Gjurmat e stinve (Les traces des saisons, 1929), Tregtar flamijsh (Le marchand de drapeaux, 1939)
- Mitrush Kuteli (en) (Dhimitër Pasko, 1907-1967), aroumain, écrivain, traducteur
- Millosh Gjergj Nikolla Migjeni  (1911-1938), poète

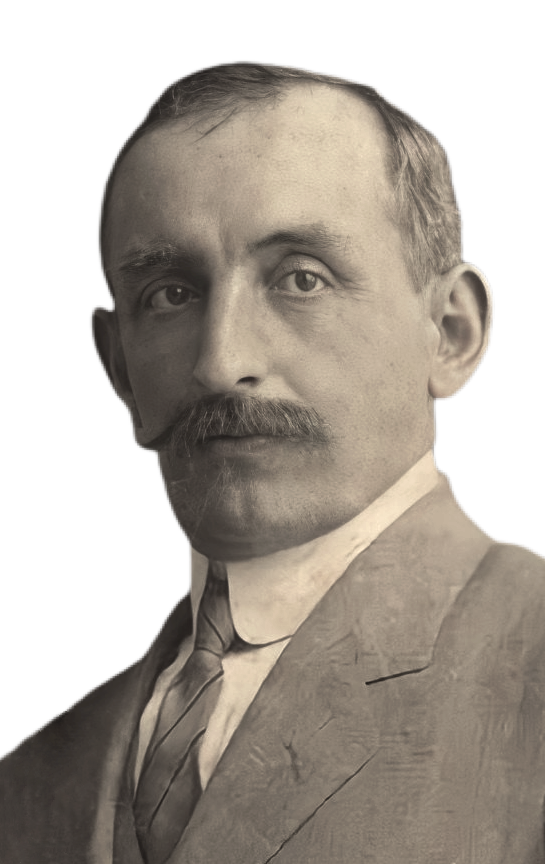
Andon Zako Çajupi
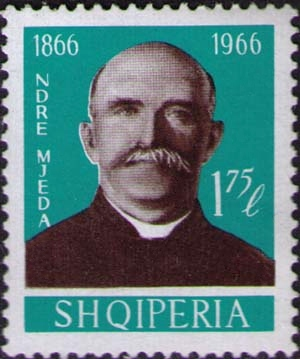
Ndre Mjeda
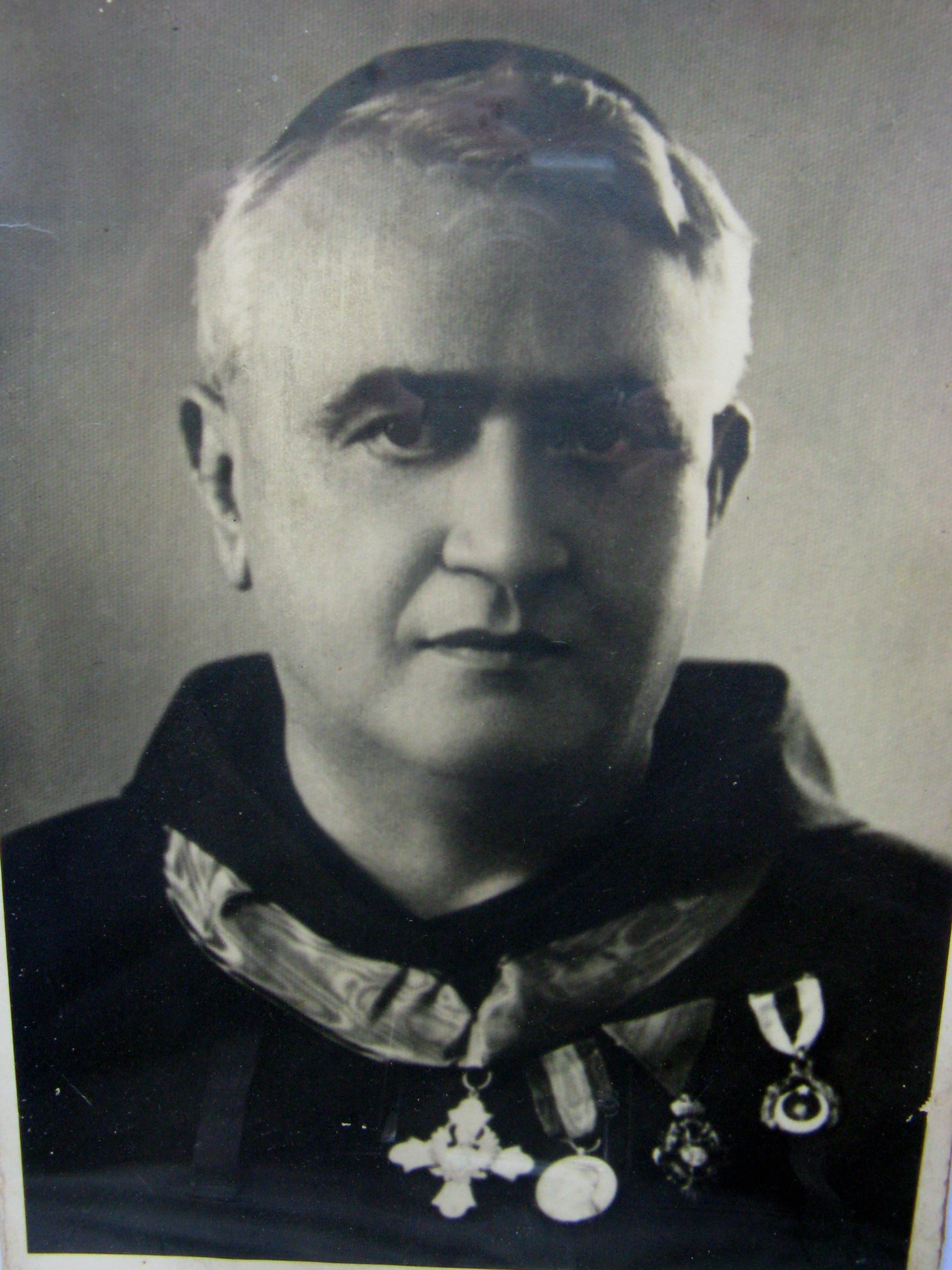
Gjergj Fishta
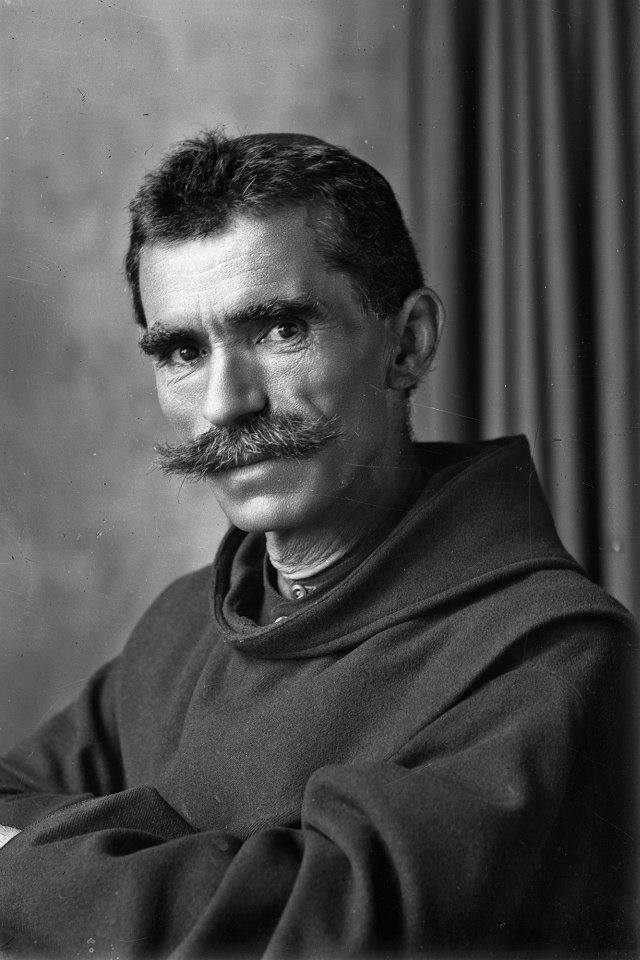
Shtjefën Gjeçovi (en)
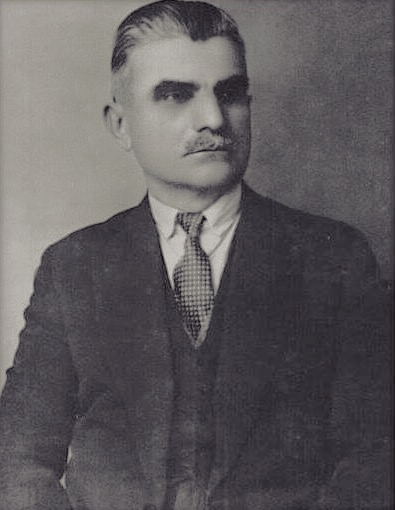
A. S. Drenova
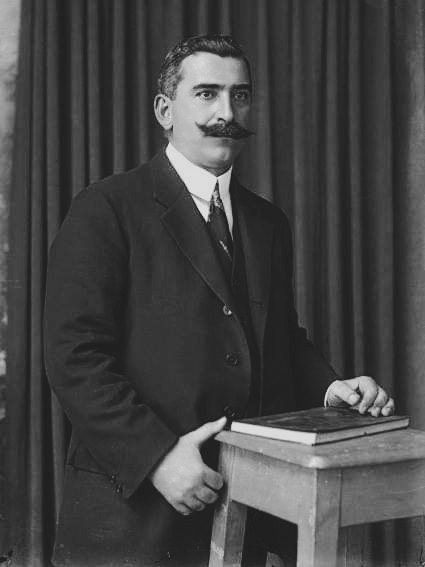
Luigj Gurakuqi
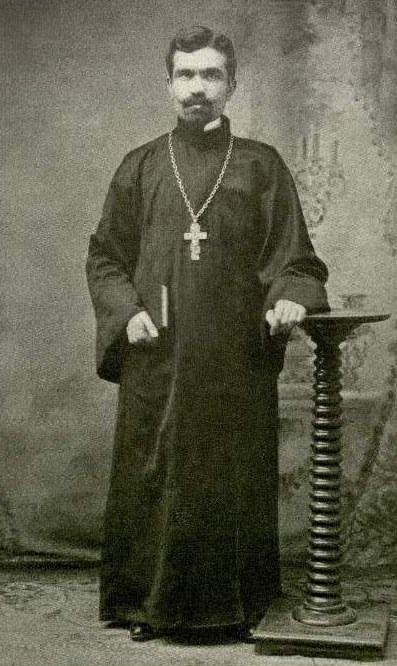
Fan Noli
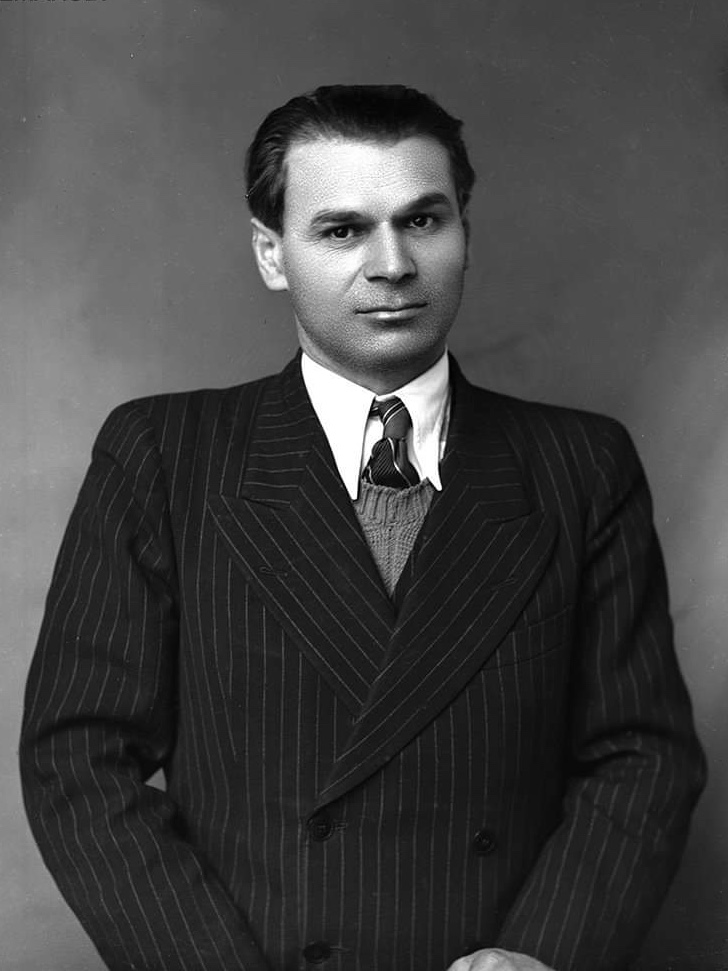
Lasgush Poradeci
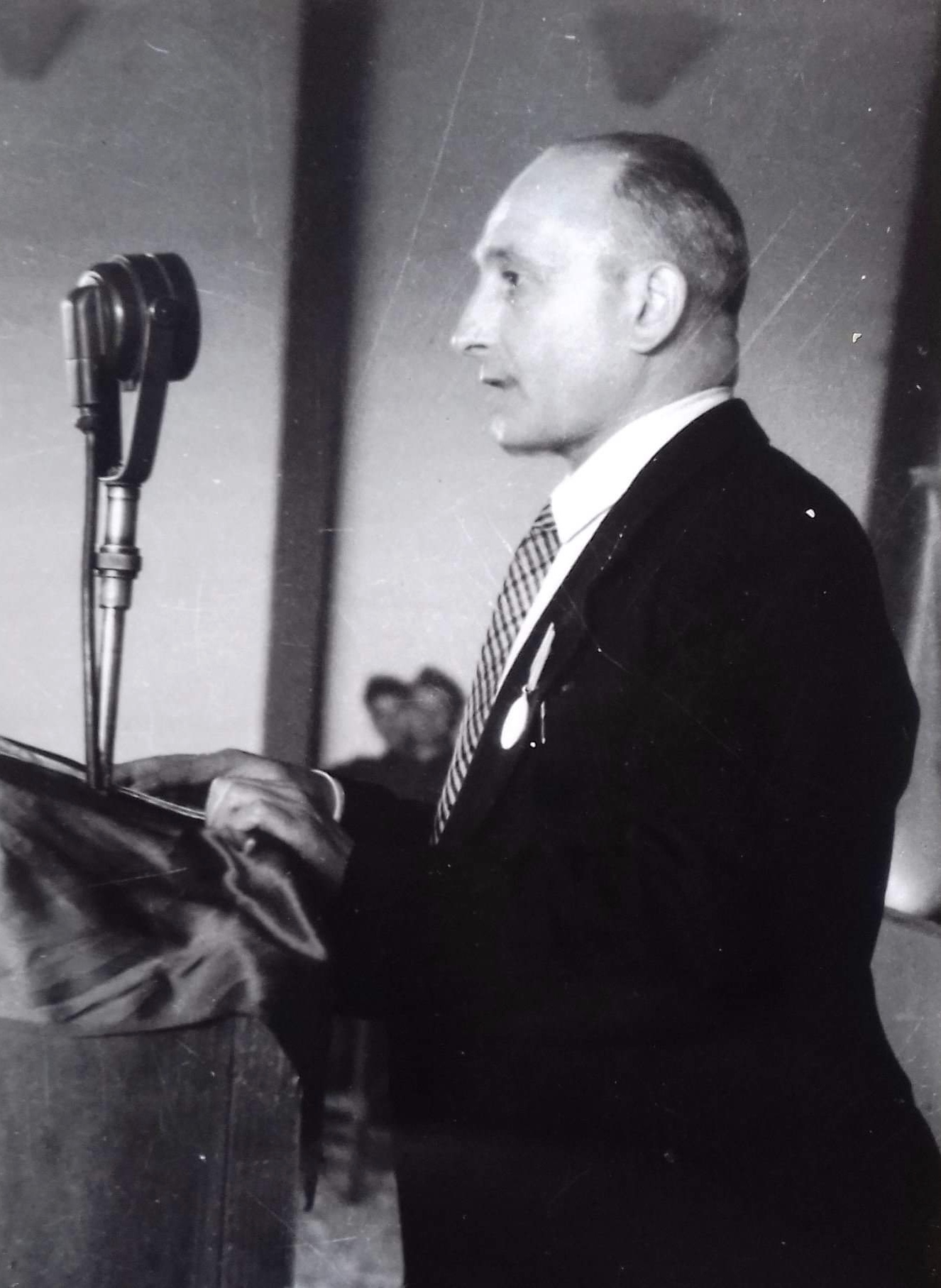
Sejfulla Malëshova
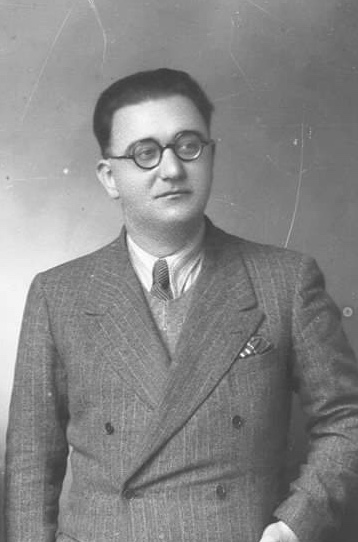
Ernest Koliqi
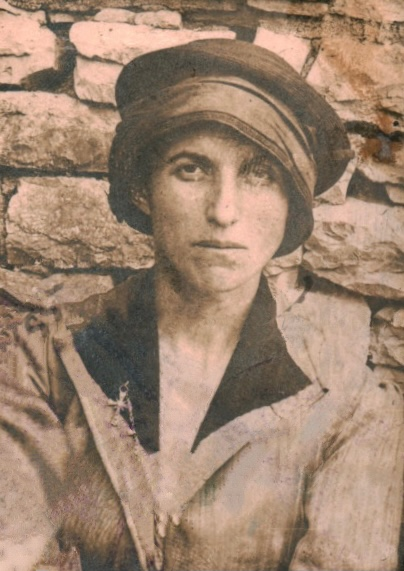
Urani Rumbo
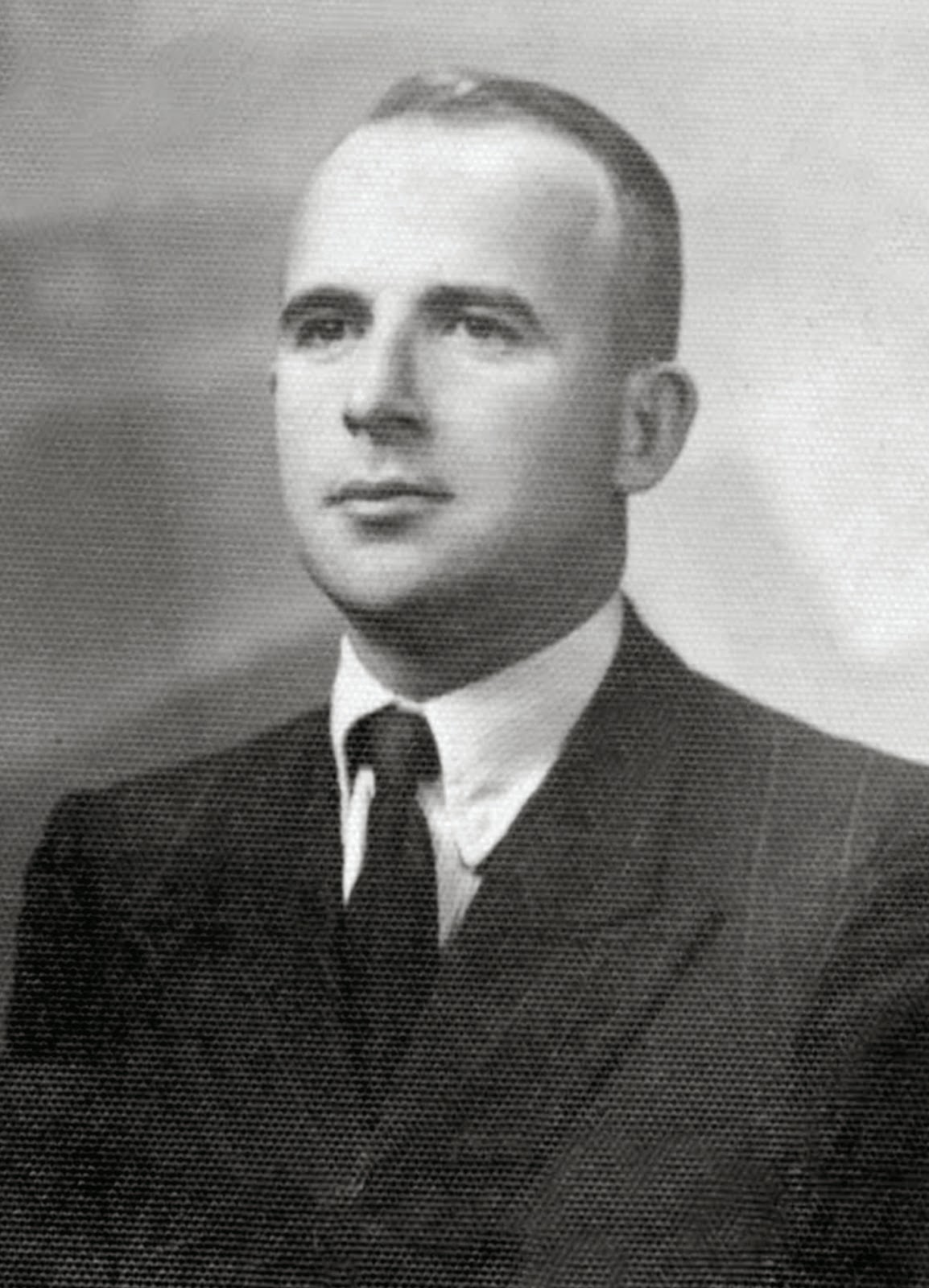
Mitrush Kuteli
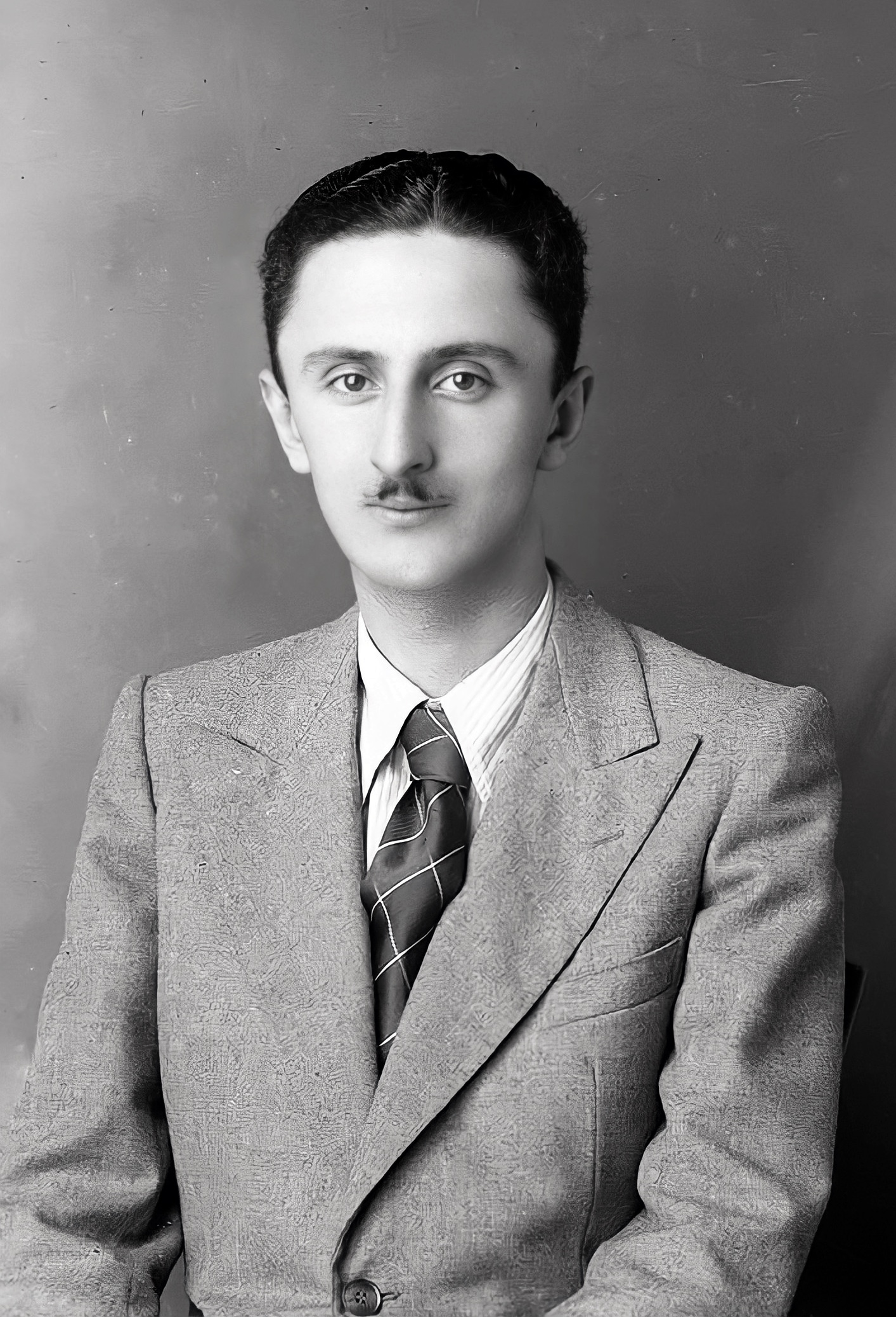
Migjeni

### SecondXXesiècle
- Petro Marko (1913-1991), écrivain, nouvelliste
- Vedat Kokona (1913-1998), écrivain, traducteur
- Sterjo Spasse (1914-1989), romancier, Pse ? (Pourquoi ?, 1935), Ils n'étaient pas seuls (1952), Rilindasit (1974-)
- Shefqet Musaraj (1914-1990), poète et romancier, L'épopée du front national, Les libérateurs (1952-1955)
- Aleks Çaçi (1916-1989), écrivain, romancier
- Esad Mekuli (1916-1993), poète
- Musine Kokalari (1917-1983), poétesse, nouvelliste
- Domenico Bellizzi Vorea Ujko (1918-1999), poète, prêtre
- Selfixhe Ciu (1918-2003), écrivaine
- Arshi Pipa (1920-1997), écrivain
- Sinan Hasani (1922-2010), écrivain, politique
- Fatmir Gjata (1922-), poète, nouvelliste, romancier, Le marais (1958)
- Jakov Xoxa (1923-1999), écrivain
- Llazar Siliqi (1924-), poète, Prishtina (1949)
- Martin Camaj (1925-1992), écrivain, linguiste
- Gjergj Zheji (1926-2010), écrivain, traducteur, éditeur
- Kasëm Trebeshina (1926-2017)
- Din Mehmeti (1929-2010), poète
- Sabri Godo (1929-2011), écrivain, scénariste, politique
- Fatos Arapi (1930-), poète, Tout droit vers les siècles, Allons !
- Dritëro Agolli (1931-2017), écrivain, poète, journaliste
- Odhise Grillo (1932-2003), littérature jeunesse
- Din Mehmeti (1932-2010), poète
- Kaplan Burović (1934-)
- Bilal Xhaferri (1935-1986), écrivain, poète, romancier
- Rexhep Qosja (1936-), poète, nouvelliste
- Ismaïl Kadaré (1936-), Le Général de l'armée morte (1963), Les Tambours de la pluie (1970), Avril brisé (1980)
- Teodor Laço (1935-2016), écrivain, diplomate
- Adem Demaçi (1936-), écrivain, politique
- Hajro Ulqinaku (1938-), littérature pour enfants principalement
- Halil Jaçellari (1940-2009), écrivain, traducteur
- Stavri Pone (1942-), littérature pour enfants
- Ali Podrimja (1942-2012), poète
- Nezhat Tozaj (1943-), Les pas mesurés (1972), Les couteaux (1990), Entre nous
- Fatos Kongoli (1944-)
- Aristeidis Kollias (1944-2000), historien
- Kiço Blushi, romancier, scénariste, Regarde-moi dans les yeux (1990)
- Xhevahir Spahiu (1945-), poète
- Juliana Yorganxhi (1946-), poétesse
- Ludmilla Pajo (1947-1995), écrivaine, journaliste
- Natasha Lako (1948-), poétesse, romancière
- Eqrem Basha (1948-), écrivain, poète
- Flora Brovina (1949-), écrivaine, féministe
- Iljaz Prokshi (1949-), écrivain, poète
- Julia Gjika (1949-, USA), écrivaine, poétesse
- Balil Gjini (1950-), écrivain
- Iliriana Sulkuqi (1951-, USA), poète, journaliste
- Fatos Lubonja (1951-), écrivain, analyste
- Ylljet Aliçka (1951-), écrivain, diplomate
- Hamit Aliu (1954-), poète
- Bashkim Shehu (1955, Barcelone), romancier
- Vera Isaku (1955-), journaliste, écrivain
- Shefki Hysa (1957-), écrivain, journaliste
- Preç Zogaj (1957-), écrivain, poète
- Mario Bellizzi (1957-), poète
- Teodor Keko (1958-2002), écrivain, journaliste
- Besnik Mustafaj Bajram (1958-), poète, conteur, nouvelliste, diplomate, L'été sans retour (1989)
- Elvira Dones (1960-), romancière, scénariste, journaliste
- Mimoza Ahmeti (1963-), écrivaine, poétesse
- Irma Kurti (1966-), écrivaine, poétesse
- Agron Tufa (1967-), écrivain
- Luljeta Lleshanaku (1968-), poétesse

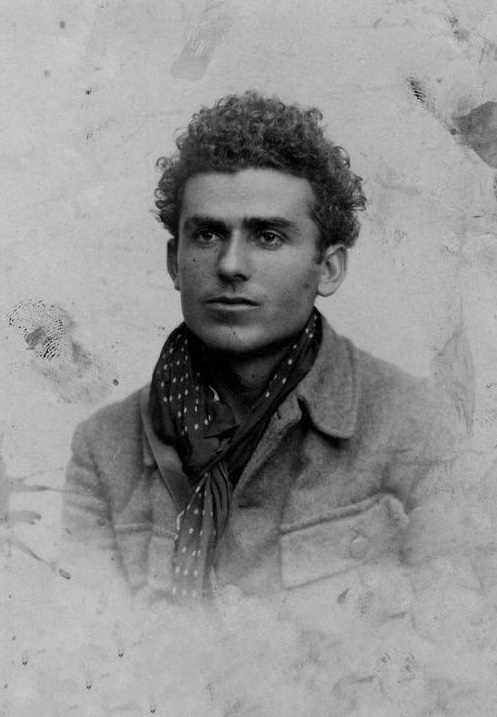
Petro Marko
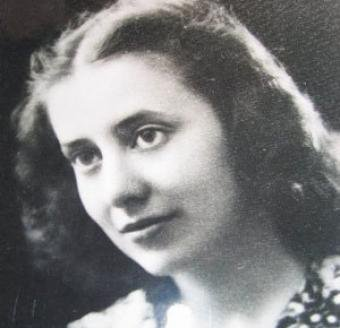
Musine Kokalari
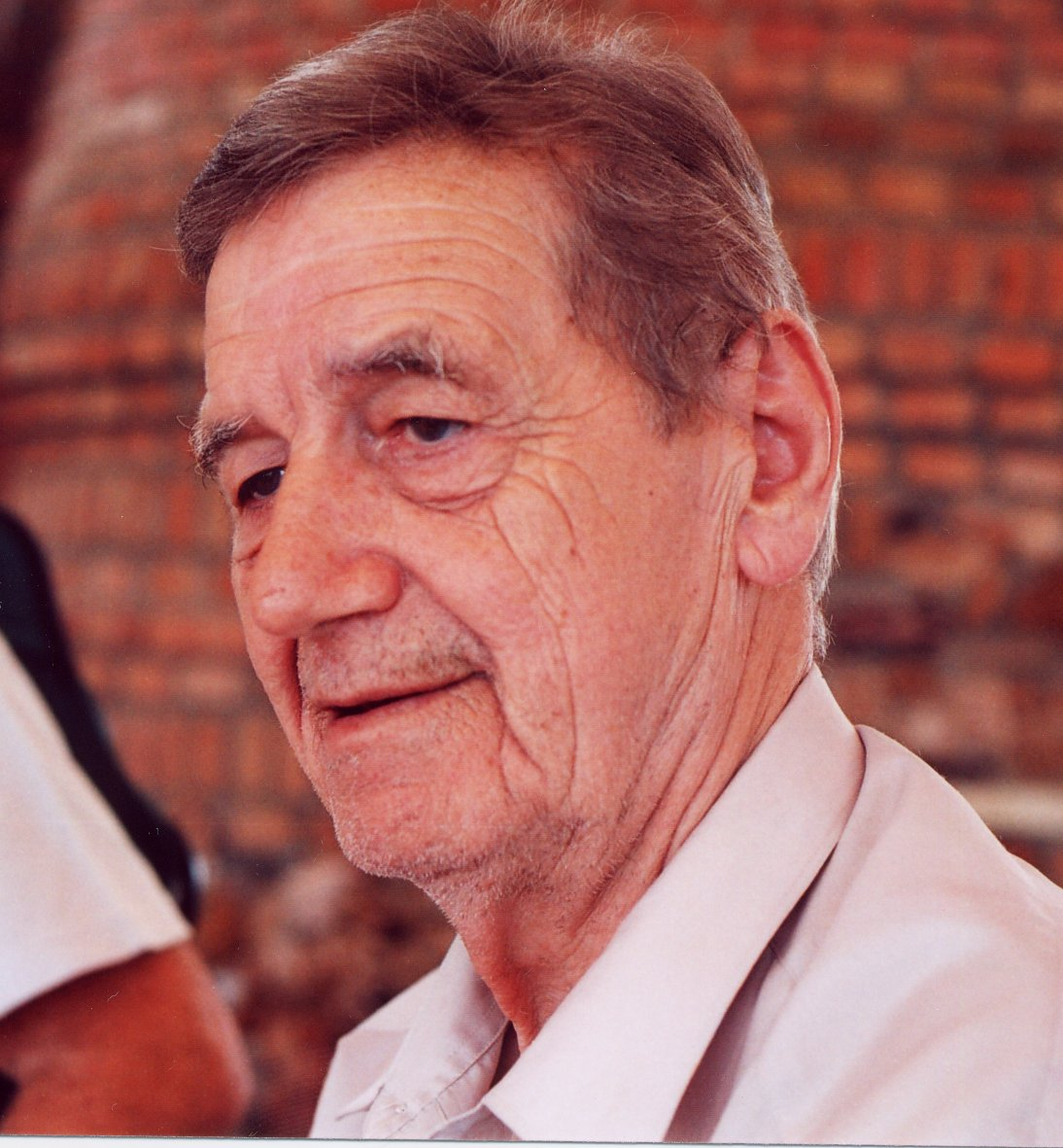
Din Mehmeti
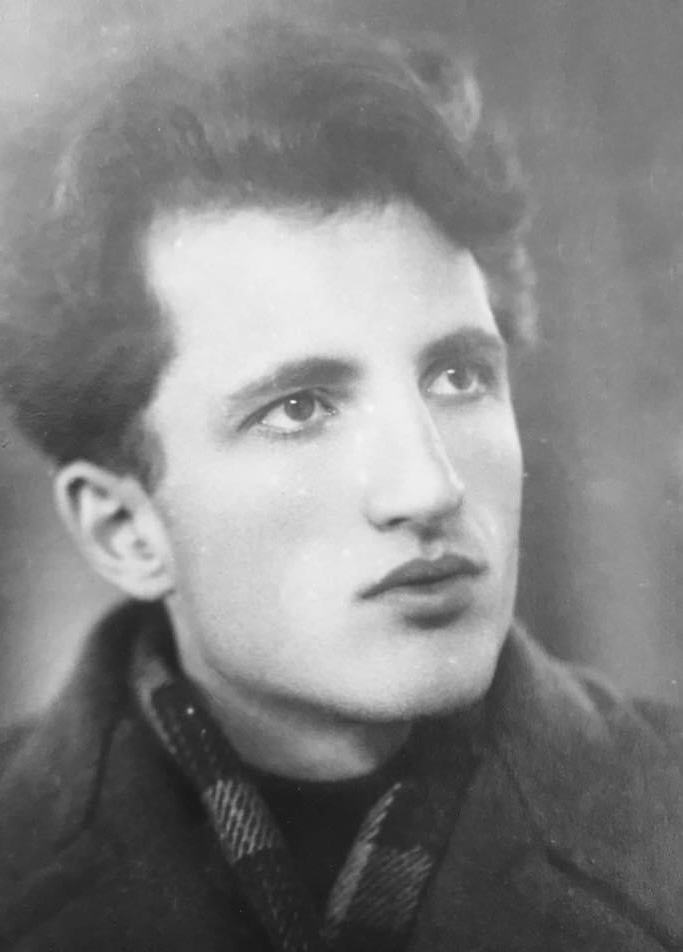
Dritëro Agolli
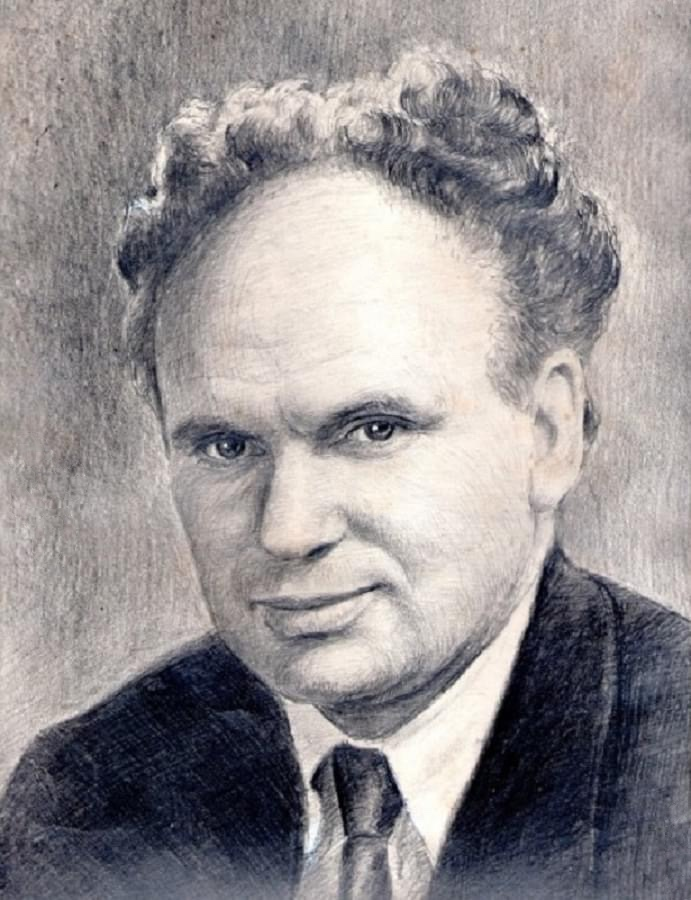
Sterjo Spasse
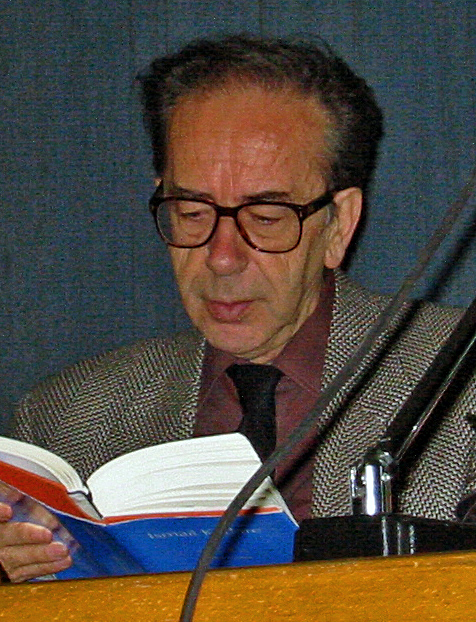
Ismaïl Kadaré
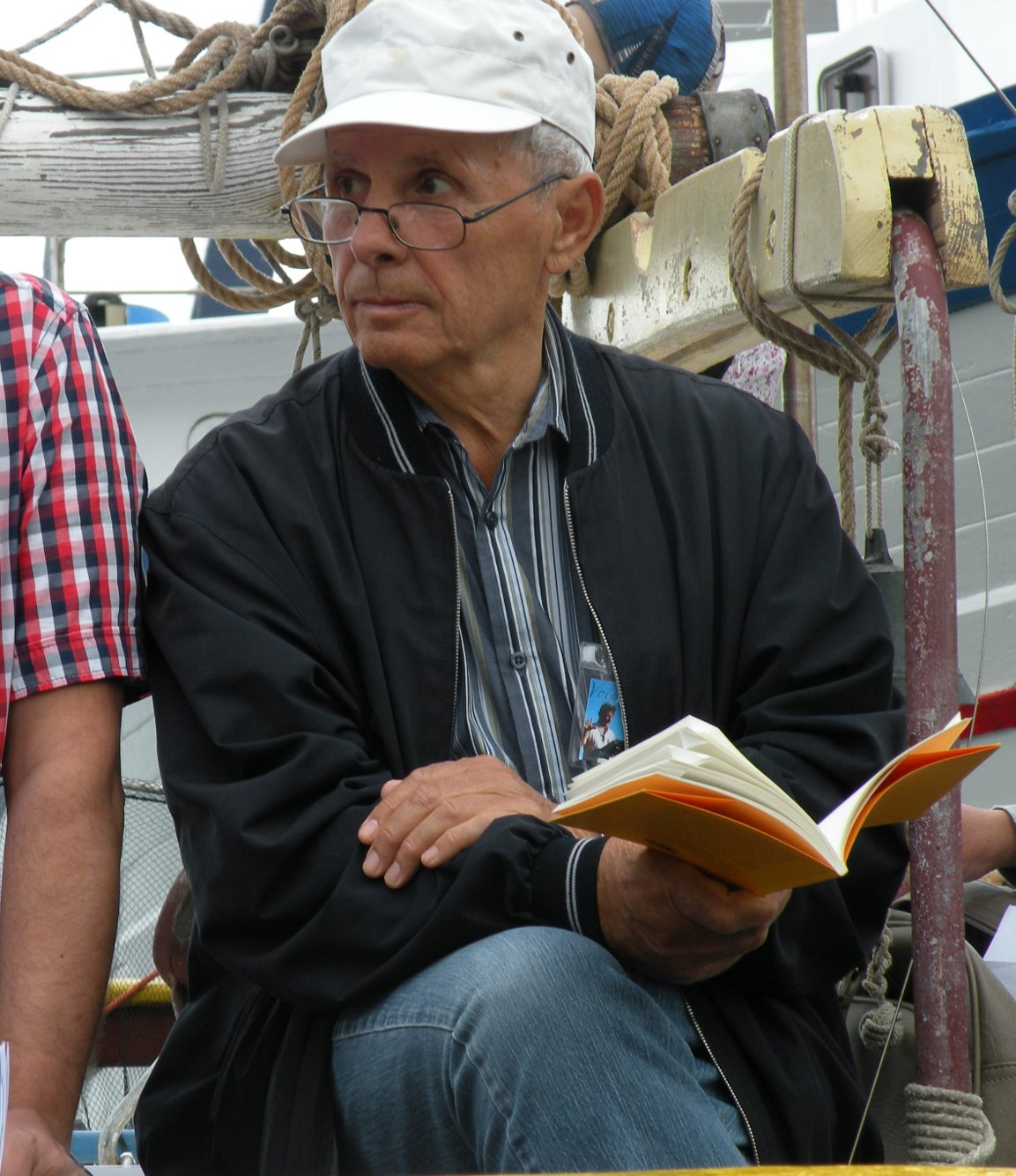
Ali Podrimja
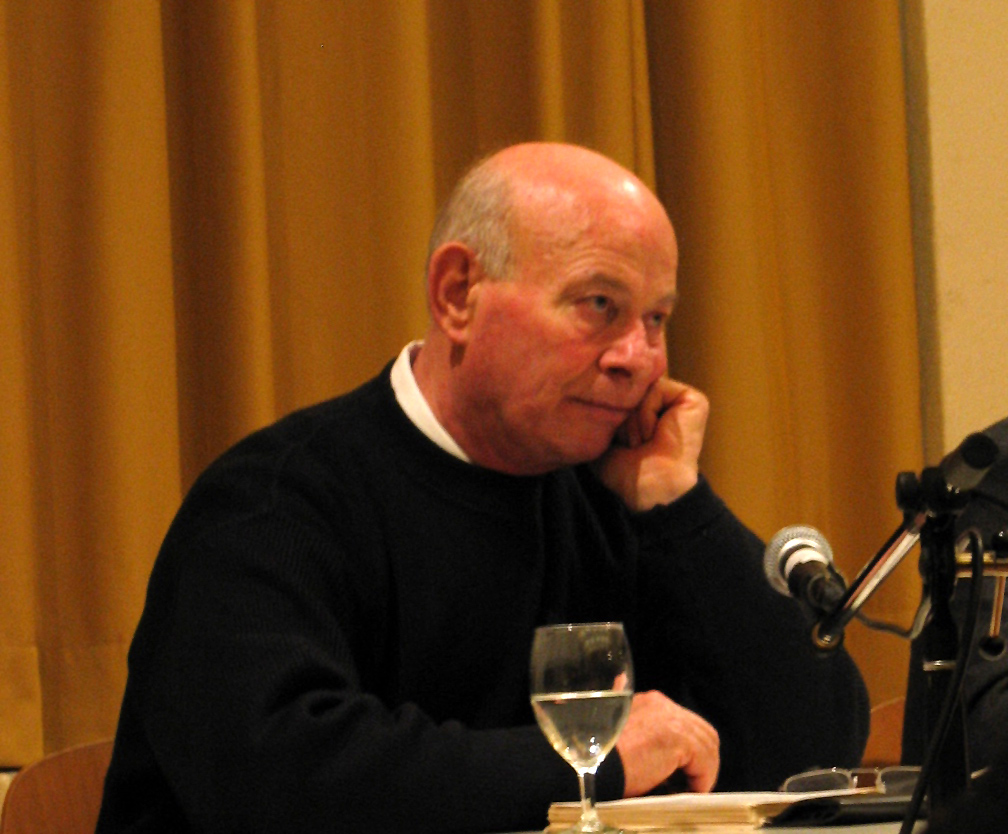
Fatos Kongoli
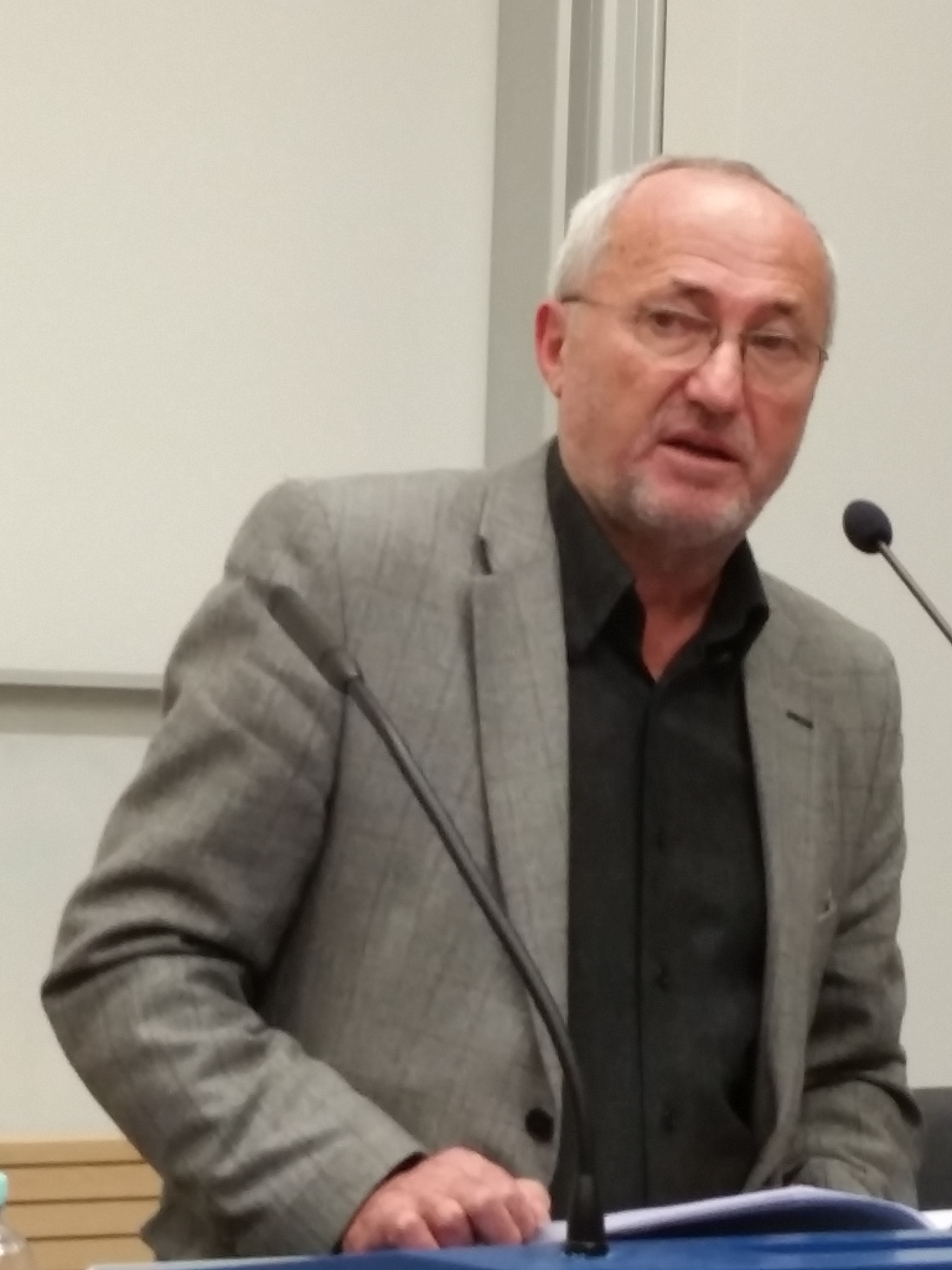
Eqrem Basha
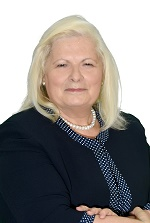
Flora Brovina
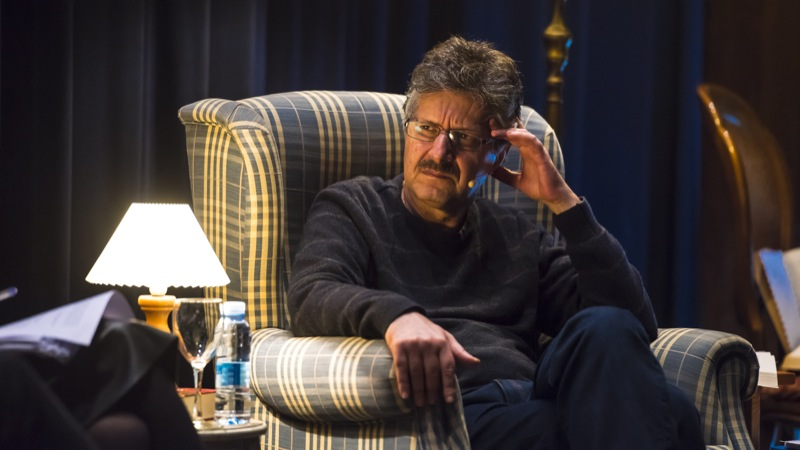
Bashkim Shehu
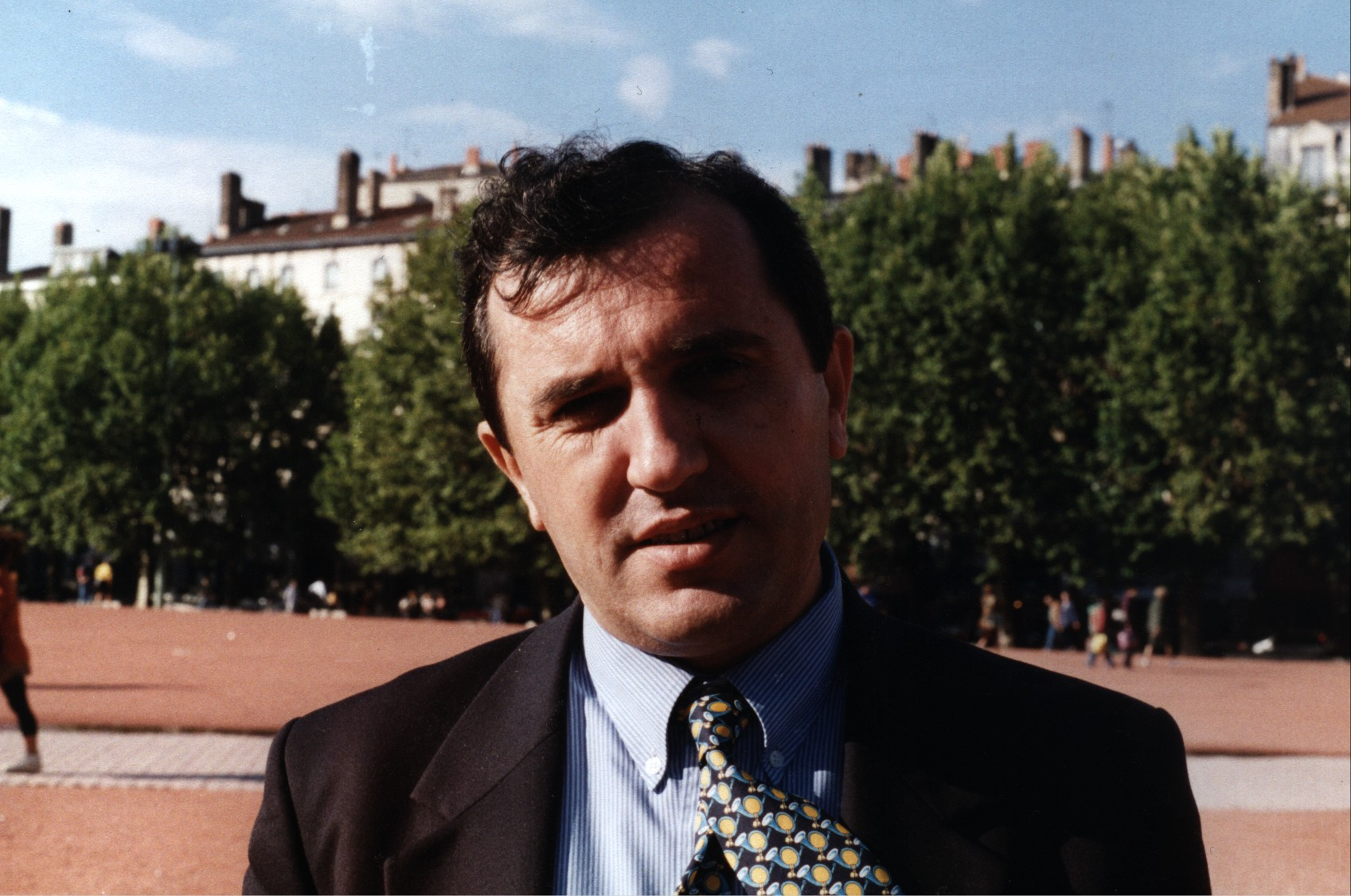
Besnik Mustafaj

### XXIesiècle
- Idlir Azizaj (1970-), écrivain et traducteur
- Rudi Erebara (1971-), poète, écrivain et traducteur
- Irhan Jubica (1973-), écrivain, poète
- Ervin Hatibi (1974-), poète, peintre, essayiste
- Gëzim Aliu (1977-), écrivain
- Jeton Kelmendi (1978-), écrivain
- Sokol Shameti (1978-), écrivain, journaliste
- Mark Marku (1991-), chanteur

## Principaux écrivains de langue albanaise
- Liste d'écrivains albanais par ordre alphabétique

### En Albanie
- Dritëro Agolli
- Mimoza Ahmeti
- Ylljet Aliçka
- Gëzim Aliu
- Valdete Antoni
- Fatos Arapi
- Arbër Ahmetaj
- Eqrem Basha
- Ilir Belliu
- Pjetër Bogdani
- Jorgo Bulo
- Anilda Ibrahimi
- Gaqo Bushaka
- Zija Çela
- Adem Demaçi
- Elvira Dones
- Gjergj Fishta
- Naim Frashëri
- Sami Frashëri
- Anastase Frashëri
- Julia Gjika
- Balil Gjini
- Shefki Hysa
- Murat Isaku
- Ismaïl Kadaré
- Jeton Kelmendi
- Dashnor Kokonozi
- Fatos Kongoli
- Safet Kryemadhi[1]
- Natasha Lako
- Arian Leka
- Gjekë Marinaj
- Din Mehmeti
- Kim Mehmeti
- Besnik Mustafaj
- Mehmet Myftiu
- Tedi Papavrami
- Ali Podrimja
- Luan Rama
- Bashkim Shehu
- Brikena Smajli
- Aleksander Stavre Drenova
- Agron Tufa
- Pashko Vasa
- Ornela Vorpsi
- Jusuf Vrioni
- Bilal Xhaferri
- Suzana Zisi
- Preç Zogaj.

### Au Kosovo
- Gëzim Aliu
- Eqrem Basha
- Pjetër Bogdani
- Vjollca Dibra[2]
- Sabri Hamiti
- Ukshin Hoti
- Din Mehmeti
- Arif Molliqi[3]
- Jeton Neziraj
- Ali Podrimja
- Ibrahim Rugova.

## Œuvres
- Lahuta e Malcís (Le luth des hautes montagnes), l'épopée nationale albanaise, publiée seulement en 1937 par Gjergj Fishta
- Romans de langue albanaise

## Institutions
- Agimi (en) (1901)
- Albanian Literary Commission (en) (1916)
- Albanian League of Writers and Artists (en) (1945...)
- Académies
- Prix littéraires
- Revues littéraires, Studime Filologjike
- Albanologie